# Takuma Sato
Takuma Sato (født 28. januar 1977 i Tokyo, Japan) er en japansk racerkører, der indtil holdet trak sig i efter det spanske Grand Prix i 2008, kørte for Formel 1-teamet Super Aguri. Han kørte sit første Formel 1 løb i 2002, og har siden (pr. juli 2008) kørt 91 Grand Prix'er. Han har aldrig vundet et løb, men fik i 2004 sin første podieplacering, da han sluttede på 3. pladsen i det amerikanske Grand Prix i Indianapolis.
Sato kørte i Formel E i 2014-15 sæsonen men han kørte kun for den første runde af sæsonen. Han kørte også i det japanske Formula Nippon/Super Formula mesterskab fra 2012 til 2013, men han deltog kun i nogle få løb. Han havde også kørt i World Endurance Championship i 2012 i de 2 sidste runder af sæsonen.
Han kører lige nu i IndyCar Series siden 2010. Han fik sin første IndyCar-sejr i Long Beach i 2013.